# 全国中等学校優勝野球九州大会
全国中等学校優勝野球九州大会（ぜんこくちゅうとうがっこうゆうしょうやきゅうきゅうしゅうたいかい）は、1915年（第1回大会）から1924年（第10回大会）まで、福岡県・佐賀県・長崎県・熊本県・大分県・宮崎県・鹿児島県・沖縄県を対象に行われた、全国中等学校優勝野球の地方大会。

## 概要
本大会の優勝校が九州代表として全国中等学校優勝野球大会に出場した。8県全てからの参加があった年は一度もなく、最少は1916年（第2回大会）の1県、最多は1921年（第7回大会）と1922年（第8回大会）の7県だった。
1923年（第9回大会）から福岡県勢が不参加となった。これは当時の福岡県知事が他県の学校との試合を禁止したことによる。
1925年（第11回大会）から北九州大会（福岡・佐賀・長崎・大分）と南九州大会（熊本・宮崎・鹿児島・沖縄）が編成された。

## 大会結果
| 年度（大会）     | 優勝校（代表校） | 決勝スコア | 準優勝校         | 参加県                                     |
| ---------------- | ---------------- | ---------- | ---------------- | ------------------------------------------ |
| 1915年（第1回）  | 久留米商（福岡） | 棄権       | 豊国中（福岡）   | 福岡・長崎                                 |
| 1916年（第2回）  | 中学明善（福岡） | 9 - 2      | 福岡工（福岡）   | 福岡                                       |
| 1917年（第3回）  | 長崎中（長崎）   | 16 - 9     | 福岡商（福岡）   | 福岡・長崎・宮崎                           |
| 1918年（第4回）  | 中学明善（福岡） | 6 - 2      | 長崎中（長崎）   | 福岡・長崎                                 |
| 1919年（第5回）  | 小倉中（福岡）   | 7 - 0      | 中学明善（福岡） | 福岡・佐賀・長崎                           |
| 1920年（第6回）  | 豊国中（福岡）   | 6 - 1      | 八女中（福岡）   | 福岡・佐賀・長崎・熊本                     |
| 1921年（第7回）  | 豊国中（福岡）   | 9 - 1      | 東筑中（福岡）   | 福岡・佐賀・長崎・熊本・大分・宮崎・鹿児島 |
| 1922年（第8回）  | 佐賀中（佐賀）   | 10 - 0     | 長崎商（長崎）   | 福岡・佐賀・長崎・熊本・大分・鹿児島・沖縄 |
| 1923年（第9回）  | 佐賀中（佐賀）   | 11 - 3     | 大分師範（大分） | 佐賀・長崎・熊本・大分・鹿児島・沖縄       |
| 1924年（第10回） | 佐賀中（佐賀）   | 10 - 3     | 長崎商（長崎）   | 佐賀・長崎・大分・鹿児島                   |

## 参加校数
| 年度（大会）     | 福岡 | 佐賀 | 長崎 | 熊本 | 大分 | 宮崎 | 鹿児島 | 沖縄 |
| ---------------- | ---- | ---- | ---- | ---- | ---- | ---- | ------ | ---- |
| 1915年（第1回）  | 7    | 0    | 1    | 0    | 0    | 0    | 0      | 0    |
| 1916年（第2回）  | 10   | 0    | 0    | 0    | 0    | 0    | 0      | 0    |
| 1917年（第3回）  | 10   | 0    | 2    | 0    | 0    | 1    | 0      | 0    |
| 1918年（第4回）  | 1    | 0    | 1    | 0    | 0    | 0    | 0      | 0    |
| 1919年（第5回）  | 11   | 3    | 1    | 0    | 0    | 0    | 0      | 0    |
| 1920年（第6回）  | 7    | 2    | 2    | 1    | 0    | 0    | 0      | 0    |
| 1921年（第7回）  | 12   | 5    | 4    | 1    | 1    | 1    | 1      | 0    |
| 1922年（第8回）  | 8    | 5    | 4    | 1    | 1    | 0    | 2      | 2    |
| 1923年（第9回）  | 0    | 4    | 4    | 1    | 1    | 0    | 2      | 1    |
| 1924年（第10回） | 0    | 4    | 4    | 0    | 2    | 0    | 2      | 0    |